# Galeottia negrensis
Galeottia negrensis är en orkidéart som beskrevs av Rudolf Schlechter. Galeottia negrensis ingår i släktet Galeottia och familjen orkidéer. Inga underarter finns listade i Catalogue of Life.